# Журнал USN
Журнал USN (англ. Update Sequence Number, USN) — внутренний системный список файловой системы NTFS, содержащий записи изменений данных на разделе носителя с данной файловой системой.
К моменту выпуска Windows 2000 Microsoft создала NTFS версии 3.0, имеющую некоторые новшества по сравнению с другими файловыми системами. Например, стало возможным под Windows 2000 включить опцию логирования всех изменений в файловой системе. При включении опции все изменения записываются в журнал USN.
Журнал USN имеет довольно простую схему работы. Для каждого NTFS-раздела создается отдельный журнал, который начинается с пустого файла. При изменении в разделе в журнале создается новая запись. Каждая запись идентифицируется 64-битным номером последовательного обновления (USN) и содержит имя файла и информацию об изменении.
Журнал USN сохраняет информацию лишь о том, что произошло с файлами, не сохраняя при этом данных. По этой причине с его помощью невозможно отменять действия в файловой системе.